# Gagybátor
Gagybátor község Borsod-Abaúj-Zemplén vármegye Szikszói járásában, Miskolctól közúton körülbelül 50 kilométerre északkeletre. A zsáktelepülésnek tekinthető faluba egyedül a 2622-es útról leágazó 26 129-es út vezet, Gagyvendégi irányából.

## Környező települések
A legközelebbi települések Gagyvendégi mintegy 2 kilométer, illetve Abaújlak körülbelül 5 kilométer távolságra; a legközelebbi város Encs, körülbelül 22 kilométerre.

## Története
Nevét 1323-ban említették először az oklevelek Bathur néven.
1332-ben a neve Bator, Batur' formában volt említve.
A falu az Aba nemzetséghez tartozó Gagyi család birtokai közé tartozott.
1323-ban Bátor nevét a jánoki uradalom határjárásában említették.
1332-ben a pápai tizedjegyzék összeírása szerint papja 15 garas, 1334–1335-ben 7 garas pápai tizedet fizetett.
Lakóinak többsége református.

## Közélete

### Polgármesterei
- 1990–1994: Ifj. Balla Ferenc (független)[3]
- 1994–1998: Ifj. Bosnyák István (független)[4]
- 1998–2002: Bosnyák István (független)[5]
- 2002–2006: Balla Ferenc (független)[6]
- 2006–2010: Balla Ferenc (független)[7]
- 2010–2014: Tóth Istvánné (független)[8]
- 2014–2019: Tóth Istvánné (független)[9]
- 2019–2021: Horváth Kálmán (független)[10]
- 2022–2024: Horváth József (független)[11]
- 2024– : Horváth József (független)[1]

2022. június 26-án a településen időközi polgármester választást kellett tartani, mert a 2019-ben megválasztott Horváth Kálmán 2021. december 24-én elhunyt.

## Népesség
A település népességének változása:
| Lakosok száma | 202  | 196  | 193  | 221  | 208  | 202  | 201  |
|               | 2013 | 2014 | 2015 | 2021 | 2022 | 2023 | 2024 |

2001-ben a település lakosságának 65%-a magyar, 35%-a cigány nemzetiségűnek vallotta magát.
A 2011-es népszámlálás során a lakosok 99%-a magyarnak, 41,2% cigánynak mondta magát (1% nem válaszolt; a kettős identitások miatt a végösszeg nagyobb lehet 100%-nál). A vallási megoszlás a következő volt: római katolikus 38,7%, református 46,4%, görögkatolikus 7,2%, evangélikus 0,5%, felekezeten kívüli 1% (6,2% nem válaszolt).
2022-ben a lakosság 89,9%-a vallotta magát magyarnak, 17,8% cigánynak, 1,6% németnek, 0,5% szerbnek (10,1% nem nyilatkozott; a kettős identitások miatt a végösszeg nagyobb lehet 100%-nál). Vallásuk szerint 16,8% volt római katolikus, 41,3% református, 1,4% görög katolikus, 0,5% evangélikus (39,9% nem válaszolt).

## Itt született híres emberek
- Béres Ferenc (1922–1996) népdal- és nótaénekes[15]
- Béres János (1930–2022) furulyaművész

## Nevezetességek
- Református templom
- A Jakabfalvy-kúria maradványai
- Béres Ferenc szülőháza